# آدی انگلند
آدی انگلند (انگلیسی: Adrienne Marie "Audie" England؛ زادهٔ ۱۲ ژوئیهٔ ۱۹۶۷) یک هنرپیشه و عکاس اهل ایالات متحده آمریکا است. وی بین سال‌های ۱۹۹۳ تا ۲۰۰۰ میلادی فعالیت می‌کرد.

## بخشی از فیلمشناسی
از فیلم‌ها یا برنامه‌های تلویزیونی که وی در آن نقش داشته‌است می‌توان به آثار زیر اشاره کرد.

### سینما
- سرمایه‌گذاری آزاد (۱۹۹۹)
- یخ (۱۹۹۸)

### تلویزیون
- دفترچه خاطرات کفش قرمز (۱۹۹۶–۱۹۹۲)